# Symons Gold Medal
Die Symons Gold Medal (auch Symons Memorial Gold Medal) ist ein alle zwei Jahre vergebener Preis der Royal Meteorological Society für herausragende Leistungen in der Meteorologie. Sie wird seit 1902 verliehen und ist nach George James Symons benannt, einem britischen Meteorologen, Fellow der Royal Society und Gründer der British Rainfall Organisation. Er ist mit der Mason Gold Medal, die alternierend mit der Symons Gold Medal verliehen wird, die höchste Auszeichnung der Royal Meteorological Society.

## Preisträger
Die Preisträger sind
- 2024 James Murphy[2]
- 2022 Michael Edgeworth McIntyre
- 2020 Sue Grimmond
- 2018 Clive D. Rodgers
- 2016 John Michael Wallace
- 2014 Robert A. Houze
- 2012 Tim P. Barnett
- 2010 John F.B. Mitchell
- 2008 Adrian J. Simmons
- 2006 Brian Hoskins
- 2004 John S. A. Green
- 2002 Raymond Hide
- 2000 Keith A. Browning
- 1998 Philip Drazin
- 1996 Klaus Hasselmann
- 1994 John Monteith
- 1992 Douglas Lilly
- 1990 John T. Houghton
- 1988 David Atlas
- 1986 Hubert Lamb
- 1984 Christian Junge
- 1982 Frank Pasquill
- 1980 Joseph Smagorinsky
- 1978 Frank H. Ludlam
- 1976 Kirill Jakowlewitsch Kondratjew[3]
- 1975 John Mason[4]
- 1973 Edward Norton Lorenz[5]
- 1971 John Sawyer[6]
- 1969 Sverre Petterssen
- 1967 Charles Henry Brian Priestley[7]
- 1965 Sydney Chapman[8]
- 1963 Percival Albert Sheppard[9]
- 1961 Jule Gregory Charney[10][8]
- 1959 Graham Sutton
- 1957 Erik Palmén[11]
- 1955 Reginald Cockcroft Sutcliffe[12]
- 1953 Carl-Gustaf Rossby
- 1951 Geoffrey Ingram Taylor[13]
- 1949 Tor Bergeron[14]
- 1947 David Brunt
- 1944 Charles Normand[15]
- 1942 John Switzer Owens[16]
- 1940 Jacob Bjerknes[8]
- 1938 Gordon M.B. Dobson
- 1936 Wilhelm Matthäus Schmidt[17]
- 1934 Gilbert Thomas Walker[18]
- 1932 Vilhelm Bjerknes[19]
- 1930 George C. Simpson[20]
- 1928 Hugo Hergesell[21]
- 1926 Ernest Gold[22]
- 1924 Takematsu Okada[23]
- 1922 Henry George Lyons[24]
- 1920 Hugo Hildebrand Hildebrandsson
- 1918 Hugh Robert Mill
- 1916 ?
- 1914 William Henry Dines
- 1912 Cleveland Abbe[8]
- 1910 William Napier Shaw[25]
- 1908 Léon Teisserenc de Bort
- 1906 Richard Strachey[26]
- 1904 Julius Hann[27]
- 1902 Alexander Buchan[28][8]